# Wim de Bois
Wim de Bois (19 de junio de 1896 - † 1° de agosto de 1975) fue un futbolista y entrenador de fútbol neerlandés. Dirigió a la Selección de fútbol de Surinam.

## Trayectoria como jugador
De Bois jugó en la posición de delantero y desempeñó toda su carrera en el Ajax de Ámsterdam entre 1919 y 1931.

### Clubes
| Ajax de Ámsterdam Países Bajos | 1919-20 | 16 | 4 | 0 | 0 | 0 | 0 | 4  | 4 | 20 | 8  |
| Ajax de Ámsterdam Países Bajos | 1920-21 | 4  | 0 | 1 | 0 | 0 | 0 | 2  | 0 | 7  | 0  |
| Ajax de Ámsterdam Países Bajos | 1921-22 | 5  | 0 | 0 | 0 | 0 | 0 | 2  | 0 | 7  | 0  |
| Ajax de Ámsterdam Países Bajos | 1922-23 | 1  | 0 | 0 | 0 | 0 | 0 | 2  | 0 | 3  | 0  |
| Ajax de Ámsterdam Países Bajos | 1923-24 | 0  | 0 | 0 | 0 | 0 | 0 | 3  | 0 | 3  | 0  |
| Ajax de Ámsterdam Países Bajos | 1924-25 | 0  | 0 | 0 | 0 | 3 | 0 | 3  | 0 | 6  | 0  |
| Ajax de Ámsterdam Países Bajos | 1925-26 | 3  | 2 | 0 | 0 | 0 | 0 | 3  | 0 | 6  | 2  |
| Ajax de Ámsterdam Países Bajos | 1926-27 | 0  | 0 | 0 | 0 | 0 | 0 | 1  | 0 | 1  | 0  |
| Ajax de Ámsterdam Países Bajos | 1928-29 | 3  | 0 | 0 | 0 | 0 | 0 | 0  | 0 | 3  | 0  |
| Ajax de Ámsterdam Países Bajos | 1929-30 | 1  | 0 | 0 | 0 | 5 | 1 | 1  | 0 | 7  | 1  |
| Ajax de Ámsterdam Países Bajos | 1930-31 | 0  | 0 | 0 | 0 | 0 | 0 | 1  | 0 | 1  | 0  |
| Total                          | Total   | 33 | 6 | 1 | 0 | 8 | 1 | 22 | 4 | 64 | 11 |
| Fuente: AFC-Ajax.info.         |         |    |   |   |   |   |   |    |   |    |    |

## Trayectoria como entrenador
Wim de Bois dejó el Ajax para ser director técnico. En 1932 se convirtió en el primer entrenador calificado de los Países Bajos. Dirigió al Hermes-DVS, de 1937 a 1941, luego al Sportclub Enschede durante siete años. En 1948 pasó a ser el primer seleccionador extranjero de la selección de fútbol de Surinam.
De regreso a su país entrenó al DFC Dordrecht, DOS Utrecht, RBC Roosendaal (1954-56), Go Ahead Eagles (1956-57) y SC Veendam (1957-59), club con el que logró el ascenso a la 2ª División en 1959. El 28 de julio de 1959 fue contratado por el VV Oldenzaal, donde permaneció cuatro años hasta el 27 de junio de 1963.